# Addison Road
Addison Road è una stazione della metropolitana di Washington, situata sul tratto comune delle linee blu e argento. Si trova a Walker Mill (ma con un indirizzo di Capitol Heights), in Maryland.
È stata inaugurata il 22 novembre 1980, contestualmente all'estension della linea blu oltre Stadium-Armory; fino al 2004 è stata capolinea della linea blu.
La stazione è dotata di un parcheggio da 1268 posti ed è servita da autobus dei sistemi Metrobus (anch'esso gestito dalla WMATA) e TheBus.